# میله مرکشیچ
میله مرکشیچ (صربی: Миле Мркшић؛ ۱ مهٔ ۱۹۴۷ – ۱۶ اوت ۲۰۱۵) یک ژنرال اهل جمهوری فدرال سوسیالیستی یوگسلاوی بود.وی از فرماندهان ارتش جمهوری صرب کراینا در زمان جنگ‌های یوگسلاو بود.
وی توسط دادگاه بین‌المللی کیفری یوگسلاوی سابق به جرم جلوگیری نکردن از کشتار دسته‌جمعی ۲۶۴ کروات در شهر ووکوار که پس از سقوط این شهر صورت گرفت، به ۲۰ سال زندان محکوم شد.
وی در ۱۶ اوت ۲۰۱۵ در زندان درگذشت.